# Salenocidaris varispina
Salenocidaris varispina is een zee-egel uit de familie Saleniidae.
De wetenschappelijke naam van de soort werd in 1869 gepubliceerd door Alexander Agassiz.